# Korzetky
Korzetky (Loricifera) jsou drobní, jen několik desetin milimetru velcí mořští živočichové. Jméno získali podle loriky, což je krunýř, který pokrývá trup. Na hlavě mají introvert. Je známo asi 80 druhů.
Skupina je v současnosti považována za samostatný kmen. Na základě morfologických znaků (prstence přívěsků zvaných skalidy) bývala řazena do vyšší skupiny chobotovci (Scalidophora), novější molekulární fylogenetické analýzy však ukazují, že jsou korzetky pravděpodobně sesterskou skupinou k Panarthropoda; chobotovce by proto bylo nutné brát jako nepřirozenou, polyfyletickou skupinu, nebo do nich korzetky neřadit.
Jsou to jediní známí vícebuněční živočichové, kteří žijí v prostředí bez přítomnosti kyslíku. Je to umožněno tím, že v jejich buňkách neexistují mitochondrie, které jsou závislé na kyslíku. Místo nich mají organely podobné hydrogenozomům, které využívají k tvorbě molekul uchovávajích energii.
V roce 2016 se podařilo poprvé objevit fosilní záznam korzetek. Zkameněliny druhu pojmenovaného Eolorica deadwoodensis jsou staré přibližně 490 milionů let, pocházejí tedy z pozdního kambria.

## Systém
- Řád: Nanaloricida Kristensen, 1983
  - Čeleď: Nanaloricidae Kristensen, 1983
    - Nanaloricus khaitatus Todaro & Kristensen 1998
    - Nanaloricus mysticus Kristensen, 1983
    - Armorloricus davidi Kristensen & Gad, 2004
    - Armorloricus kristenseni Heiner, 2004
    - Armorloricus elegans Kristensen & Gad, 2004
    - Australoricus oculatus Heiner, Boesgaard & Kristensen, 2009
    - Phoeniciloricus simplidigitatus Gad, 2004
    - Spinoloricus cinziae Neves et al. 2014
    - Spinoloricus turbatio Heiner & Neuhaus 2007

  - Čeleď: Pliciloricidae Higgins & Kristensen, 1986
    - Pliciloricus cavernicola Heiner, Boesgaard & Kristensen, 2009
    - Pliciloricus corvus Gad, 2005
    - Pliciloricus diva Gad, 2009
    - Pliciloricus dubius Higgins and Kristensen, 1986
    - Pliciloricus enigmaticus Higgins and Kristensen, 1986
    - Pliciloricus gracilis Higgins and Kristensen, 1986
    - Pliciloricus hadalis Kristensen & Shirayama, 1988
    - Pliciloricus leucocaudatus Heiner & Kristensen, 2005
    - Pliciloricus orphanus Higgins and Kristensen, 1986
    - Pliciloricus pedicularis Gad, 2005
    - Pliciloricus profundus Higgins and Kristensen, 1986
    - Pliciloricus senicirrus Gad, 2005
    - Pliciloricus shukeri Heiner & Kristensen, 2005
    - Rugiloricus bacatus Heiner 2008
    - Rugiloricus californiensis Neves et al. 2018
    - Rugiloricus carolinensis Higgins and Kristensen, 1986
    - Rugiloricus caulicus Higgins and Kristensen, 1986
    - Rugiloricus doliolius Gad, 2005
    - Rugiloricus manuelae Pardos & Kristensen, 2013
    - Rugiloricus ornatus Higgins & Kristensen, 1986
    - Rugiloricus polaris Gad & Arbizu, 2005
    - Rugiloricus renaudae Kristensen, Neves & Gad, 2013
    - Titaniloricus inexpectatovus Gad, 2005
    - Wataloricus japonicus Fujimoto, Yamasaki, Kimura et al., 2020[5]

  - Čeleď: Urnaloricidae Heiner & Møbjerg Kristensen, 2009
    - Urnaloricus gadi Heiner 2009
    - Urnaloricu ibenae Neves 2018